# Moucherolle simple
Myiophobus inornatus
Espèce
Statut de conservation UICN

 LC  : Préoccupation mineure
Le Moucherolle simple (Myiophobus inornatus), aussi appelé Moucherolle de Carriker, est une espèce de passereau de la famille des Tyrannidae.

## Distribution
Il fréquente le bord est de la puna : depuis le Sud du Pérou (région de Cuzco) jusqu'à l'Ouest de la Bolivie.